# Bitwa nad rzeką Idle
Bitwa nad rzeką Idle – bitwa stoczona w bliżej nieokreślonym miejscu nad rzeką Idle w środkowej Anglii (wówczas Nortumbria) w roku 616. Bitwa ta była starciem między wojskami Nortumbrii pod wodzą Etelfryda oraz armią Anglów Wschodnich prowadzoną przez Raedwalda. 
Bezpośrednią przyczyną bitwy było udzielenie przez Raedwalda schronienia athelingowi Deiry Edwinowi, który uciekł z kraju przed Etelfrydem. Etelfryd próbował nakłonić króla Anglów do zabicia Edwina, ten jednak odmówił, głównie dzięki perswazji żony. W zamian zaskoczył potężniejszego sąsiada i najechał na jego kraj z potężną armią, nie dając mu czasu na zebranie swoich wojsk.
W bitwie tej zginął Etelfryd. Na tronach Bernicji i Deiry, połączonych unią, zasiadł popierany przez Readwalda Edwin.